# Молодший спеціаліст
Моло́дший спеціалі́ст — застарілий освітньо-кваліфікаційний рівень вищої освіти особи, яка на основі повної загальної середньої освіти здобула неповну вищу освіту, спеціальні уміння та знання, достатні для здійснення виробничих функцій певного рівня професійної діяльності, що передбачені для первинних посад у певному виді економічної діяльності² [Архівовано 20 січня 2022 у Wayback Machine.].
Згідно з Законом України «Про вищу освіту» від 1 липня 2014 р. та умовами участі країн у Болонському процесі, освітньо-кваліфікаційний рівень «молодший спеціаліст» в Україні було замінено на молодшого бакалавра.

## Підготовка до освітнього ступеня «молодший спеціаліст»
Освітньо-професійна програма підготовки молодшого спеціаліста реалізується, як правило, вищими навчальними закладами I рівня акредитації. Вищий навчальний заклад більш високого рівня акредитації може здійснювати підготовку молодших спеціалістів, якщо в його складі є вищий навчальний заклад I рівня акредитації або відповідний структурний підрозділ² [Архівовано 20 січня 2022 у Wayback Machine.].
Термін навчання
Нормативний термін навчання за освітньо-професійною програмою підготовки встановлюється відповідно до визначеного рівня професійної діяльності² [Архівовано 20 січня 2022 у Wayback Machine.].
Нормативний термін навчання за освітньо-професійною програмою підготовки молодшого спеціаліста для осіб, які мають повну
загальну середню освіту та освітньо-кваліфікаційний рівень кваліфікованого робітника за спорідненою професією, зменшується на один рік² [Архівовано 20 січня 2022 у Wayback Machine.].

## Документи про здобуття освіти
Особи, які успішно  пройшли державну атестацію, отримують документи встановленого зразка про здобуття неповної вищої освіти за спеціальністю та кваліфікації молодшого спеціаліста² [Архівовано 20 січня 2022 у Wayback Machine.].

## Інше
У вищих навчальних закладах I рівня акредитації дозволяється одночасно навчатися за освітньо-професійними програмами підготовки молодшого спеціаліста і програмою повної загальної середньої освіти² [Архівовано 20 січня 2022 у Wayback Machine.].Особам, які завершили навчання в акредитованому вищому професійному училищі, центрі професійно-технічної освіти, може присвоюватись освітньо-кваліфікаційний рівень молодшого спеціаліста за відповідним напрямом (спеціальністю), з якого також здійснюється підготовка робітників високого рівня кваліфікації ² [Архівовано 20 січня 2022 у Wayback Machine.].